# Spilomicrus antennatus
Spilomicrus antennatus (лат.) — вид паразитических наездников рода Spilomicrus из семейства диаприиды (Diapriidae). Северная Америка. Европа. Длина 1,0—1,7 мм. Тело чёрное. Жвалы двузубчатые. Усики самок и самцов 13-члениковые, булава 4-члениковая. Нижнечелюстные щупики 5-члениковые, нижнегубные состоят из 3 сегментов. Формула шпор голеней: 1-2-2. Коготки простые. Формула члеников лапок: 5-5-5. Хозяева неизвестны.